# Садки (гміна)
Гміна Садкі (пол. Gmina Sadki) — сільська гміна у північній Польщі. Належить до Накельського повіту Куявсько-Поморського воєводства.
Станом на 31 грудня 2011 у гміні проживало 7308 осіб.

## Площа
Згідно з даними за 2007 рік площа гміни становила 153.69 км², у тому числі:
- орні землі: 74.00%
- ліси: 15.00%

Таким чином, площа гміни становить 13.72% площі повіту.

## Населення
Станом на 31 грудня 2011:
| Опис     | Загалом | Загалом | Чоловіки | Чоловіки | Жінки | Жінки |
| -------- | ------- | ------- | -------- | -------- | ----- | ----- |
| одиниця  | осіб    | %       | осіб     | %        | осіб  | %     |
| все      | 7308    | 100     | 3670     | 50.22    | 3638  | 49.78 |
| міське   | 0       | 100     | 0        |          | 0     |       |
| сільське | 7308    | 100     | 3670     | 50.22    | 3638  | 49.78 |

## Сусідні гміни
Гміна Садкі межує з такими гмінами: Кциня, Лобжениця, Мроча, Накло-над-Нотецем, Вижиськ.